# マン・オン・ザ・ムーン
『マン・オン・ザ・ムーン』（Man on the Moon）は、1999年のアメリカ映画。若くして癌で亡くなった実在のコメディアン、アンディ・カウフマンの伝記映画。生前のカウフマンと交流のあったダニー・デヴィートが製作にも関わり、カウフマンのマネジャーのジョージ・シャピロ役で出演している。
映画のタイトルはバンドR.E.M.が1992年に発表した、カウフマンのことを歌った曲「マン・オン・ザ・ムーン」から。
なお、カウフマンのブレインだったボブ・ズムダが執筆したノンフィクション作品が日本では『マン・オン・ザ・ムーン』の題名で翻訳刊行されているが、これは映画の原作ではなく、映画製作とほぼ同時刊行された「Andy Kaufman Revealed!」（1999年）という題名の著書である。

## ストーリー
アンディ・カウフマンは、風変わりなコメディアンとして人気を博していた。持ちネタは『グレート・ギャツビー』の朗読、プレスリーのものまねであった。
ある日、彼は、あからさまに女性蔑視発言をして全米の女性を挑発し、本気で女性チャレンジャーとレスリングするという、おかしな企画の番組を始めた。その企画のきっかけとなった女性リンと結婚。男性プロレスラージェリー・ローラーとも戦い、首を損傷した。
アンディはまた、デブで毒舌の中年男のラウンジ歌手「トニー・クリフトン」も登場させ、「トニーは自分でなく別人だ」として混乱を広げる。
そんなある日、彼は自分が病魔に冒されていることに気づく。

## キャスト
※括弧内は日本語吹替
- アンディ・カウフマン - ジム・キャリー（山寺宏一）
- ジョージ・シャピロ（アンディのマネージャー） - ダニー・デヴィート（富田耕生）
- リン・マーグリーズ（アンディのガールフレンド） - コートニー・ラブ（相沢恵子）
- ボブ・ズムダ（アンディのブレイン役） - ポール・ジアマッティ（桐本琢也）
- ジェリー・ローラー -　本人が出演 （秋元羊介）
- メイナード・スミス（ABCの重役） - ヴィンセント・スキャヴェリ（名取幸政）
- クリスタル・ヒーラー - シドニー・ラシック
- スタンレー・カウフマン（アンディの父） - ジェリー・ベーカー
- ジャニス・カウフマン - レスリー・ライルズ（さとうあい）
- ジャック・バーンズ - ボブ・ズムダ
- クラブの経営者 - ジョージ・シャピロ（後藤哲夫）

クレジットなし
- クリストファー・ロイド
- ジャド・ハーシュ
- キャロル・ケイン（落合るみ）
- マリル・ヘナー
- ローン・マイケルズ
- デイヴィッド・レターマン

## 受賞
- 第50回ベルリン国際映画祭 銀熊賞(監督賞)
- ゴールデングローブ賞 主演男優賞 (ミュージカル・コメディ部門)

## ドキュメンタリー
本映画の撮影中に撮られていたメイキング映像を元にしたNetflixオリジナル・ドキュメンタリー映画『ジム&アンディ』（en:Jim & Andy: The Great Beyond）が、スパイク・ジョーンズ製作、クリス・スミス監督により作られ、Netflixで2017年11月17日に映像公開。また第74回ヴェネツィア国際映画祭、第42回トロント国際映画祭オフィシャルセレクション作品となった。
本作の撮影中のジム・キャリーは、アンディや「トニー・クリフトン」になりきっており、生前のアンディを知っていた関係者たちも、どこまでが真実でどこまでが虚構か、わからなくなっていたことが明かされる。